# Хекимоглу Али-паша
Хекимоглу Али-паша (1689 — 13 августа 1758) — османский государственный и военный деятель, трижды занимал должность Великого визиря (1732—1735; 1742—1743 и 1755).

## Биография
Его отцом был венецианец по имени Нух, который принял ислам и работал врачом в Стамбуле. От этого пошло прозвище Али-паши — «Хекимоглу» (сын врача). Его матерью была турчанка по имени Сафие.
Али служил в различных провинциях империи, таких как Зела (ныне Токат, Турция), Йениил (южнее Сиваса, Турция), Адана (ныне Турция), Алеппо (ныне Сирия) в должности белер-бея. Али-паша участвовал в турецко-персидской войне 1723—1727 годов и захватил Тебриз. После заключения Хамаданского договора, он служил в Шаразоре (ныне Ирак) и в Руме. Во время следующей турецко-персидской войне он был назначен сардаром (командующим фронтом). Во время этой войны он захватил Урмию и Тебриз (во второй раз).
С 12 марта 1732 года по 12 августа 1735 года находился в должности великого визиря. Али-паша сделал попытку реформировать армии, создав артиллерийский корпус, который был назван «Хумбараки» (гаубица), командиром которого был назначен Клод Александр де Бонневаль, француз принявший ислам. Али-паша старался окончить войну с Персией, как можно быстрее. Однако его мирная политика была раскритикована и султан Махмуд I отправил его в отставку.
В апреле 1736 года он был назначен губернатором Боснии. В этот первый период правления началась османско-русско-австрийская война 1735-1739 годов. Во время своего губернаторства Хекимоглу Али-паша три года подряд успешно противостоял крупным вражеским силам, наступавшим на Боснию, и добился значительных успехов.
С 21 апреля 1742 года по 23 сентября 1743 года находился в должности великого визиря во второй раз. Одной из важнейших проблем его нахождения у власти стала назревающая война с Персией. Однако султан отказался от плана Али-паши и обвинив его в бездействии — отправил в отставку.
После отправления его в отставку, Али-паша был последовательно назначен губернатором провинций: Лесбоса, Крита, Боснии, Трикалы (ныне Греция), Очакова (ныне Украина), Видина (ныне Болгария) и Трабзона. Во время того как Али-паша находился в Трабзоне он смог прекратить беспорядки устроенные местными лидерами.
С 15 февраля по 18 мая 1755 года находился в должности великого визиря во третий раз. Новый султан, Осман III приказал казнить одного шехзаде. Однако Али-паша отказался подчиняться этому приказу. После чего султан отправил его в тюрьму и хотел казнить, но за Али-пашу вступилась валиде-султан (мать султана) Шехсувар-султан.
После того как Али-паша был помилован, его вновь назначили наместником Египта, с 1756 по 1757. 17 октября 1757 года был назначен наместником Анатолии. 13 августа 1758 года Али-паша, скончался от инфекции мочевых путей.

## Семья
Его зятем был Хатибзаде Яхья-паша (ум. 1755), он сменил Али-пашу на должности правителя Египта и был наместником Египта с 1741 года по 1743 год.